# Paul Bonduelle
Pour les articles homonymes, voir Bonduelle (homonymie).
Paul Bonduelle (Tournai, 15 juin 1877 - Bruxelles, 24 décembre 1955) est un architecte belge représentatif de l'architecture éclectique et du style Beaux-Arts en Belgique.
Un prix d'architecture porte son nom, le prix Paul Bonduelle.

## Réalisations

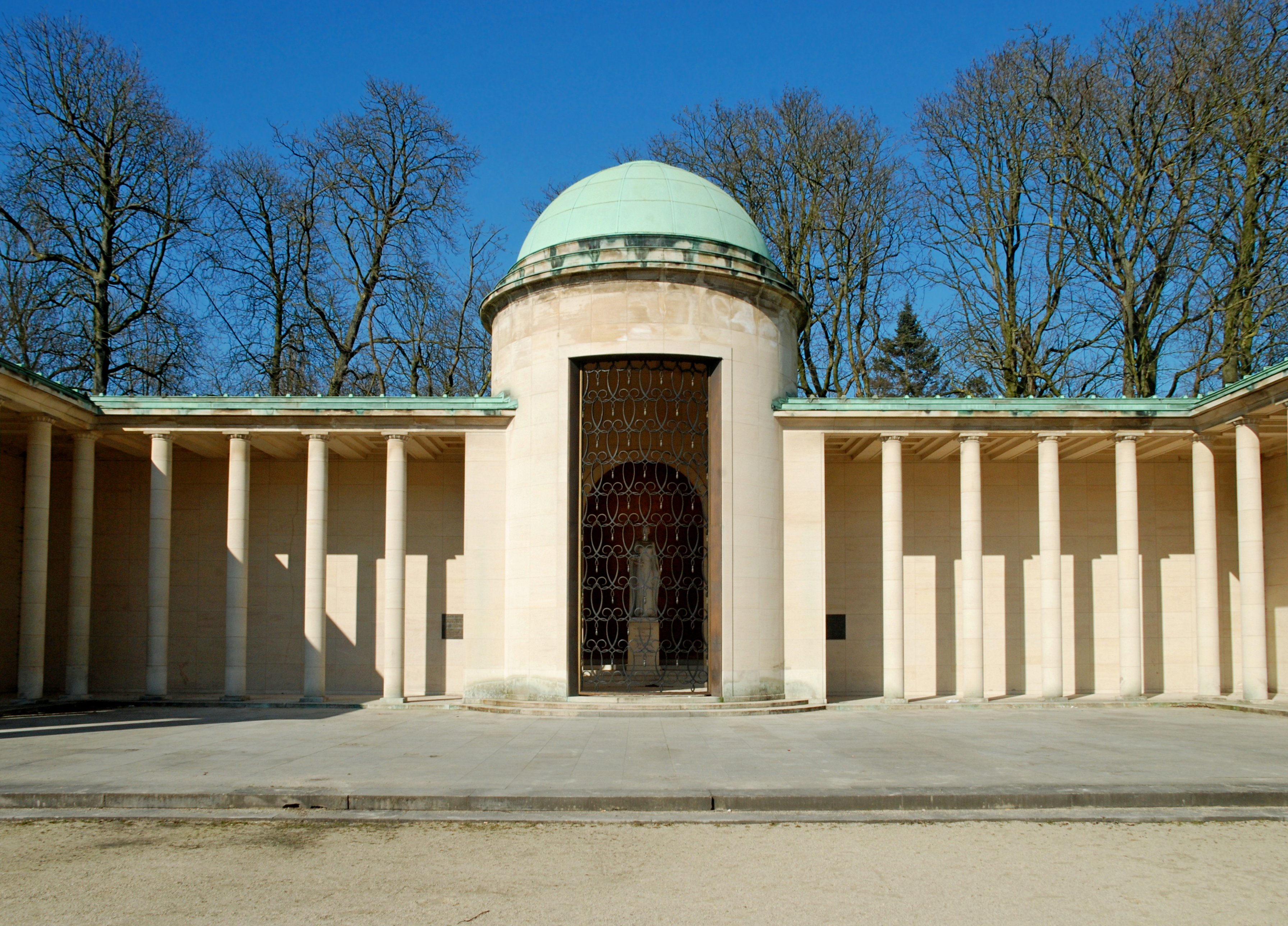
Mémorial Reine Astrid.

### Réalisations de style Beaux-Arts
- 1907-1912 : Ancien Gouvernement provincial du Brabant, façade principale, rue du Lombard 69 à Bruxelles[2]
  - plans établis par Bonduelle en 1907-1912 ; construction commencée en 1913, suspendue par la guerre et terminée en 1920<[3]
  - classé en 1995[4]
- 1931 : hôtel particulier, avenue Franklin Roosevelt, 100 : actuel siège de l'ambassade de Barbade en Belgique

### Réalisations de style éclectique
- 1906 : Immeuble monumental rue de la Loi 55-57 (style néo-Renaissance; avec Charly Gilson)[5]
- 1906-1907 : Ancienne lustrerie Kaufmann, rue Locquenghien 55-57 (style éclectique ; avec Charly Gilson ; inscrit sur la liste de sauvegarde depuis 1998)[4]
- 1909-1910 : Temple maçonnique des Vrais Amis de l'union et du progrès, rue de Laeken 79 (style néo-égyptien ; classé depuis 1988)[4]
- 1914 : rue de la Montagne no 70 (style néo-baroque ; avec Charly Gilson[6]
- 1924 : immeuble du journal Le Soir, place de Louvain
- 1924 : Hôtel du comte d'Oultremont, à Woluwe-Saint-Pierre
- 1928 : Bâtiment R17 de l'ULB (bibliothèque du CIERL) (inspiration historiciste anglaise)[7]
- 1931 : « Hôpital français Reine Élisabeth » à Berchem-Sainte-Agathe
- 1939 : Cinéma des Galeries (style éclectique ; classé depuis 1993)[4],[8]
- 1951 : Théâtre royal des Galeries, à Bruxelles

### Réalisations destyle monumental
- 1938 : Mémorial Reine Astrid[9],[10],[11] au square du 21 Juillet.

Mémorial Reine Astrid
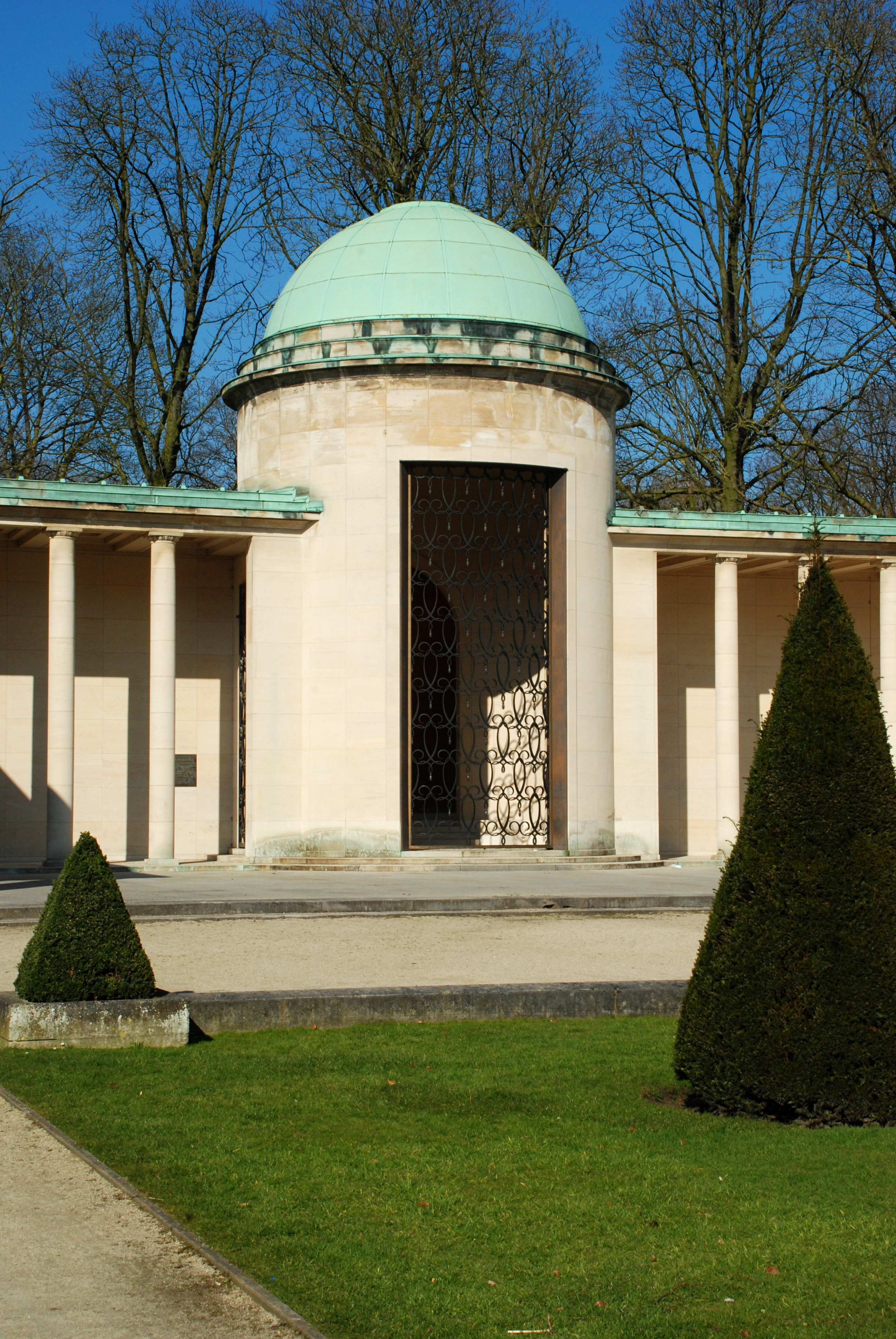
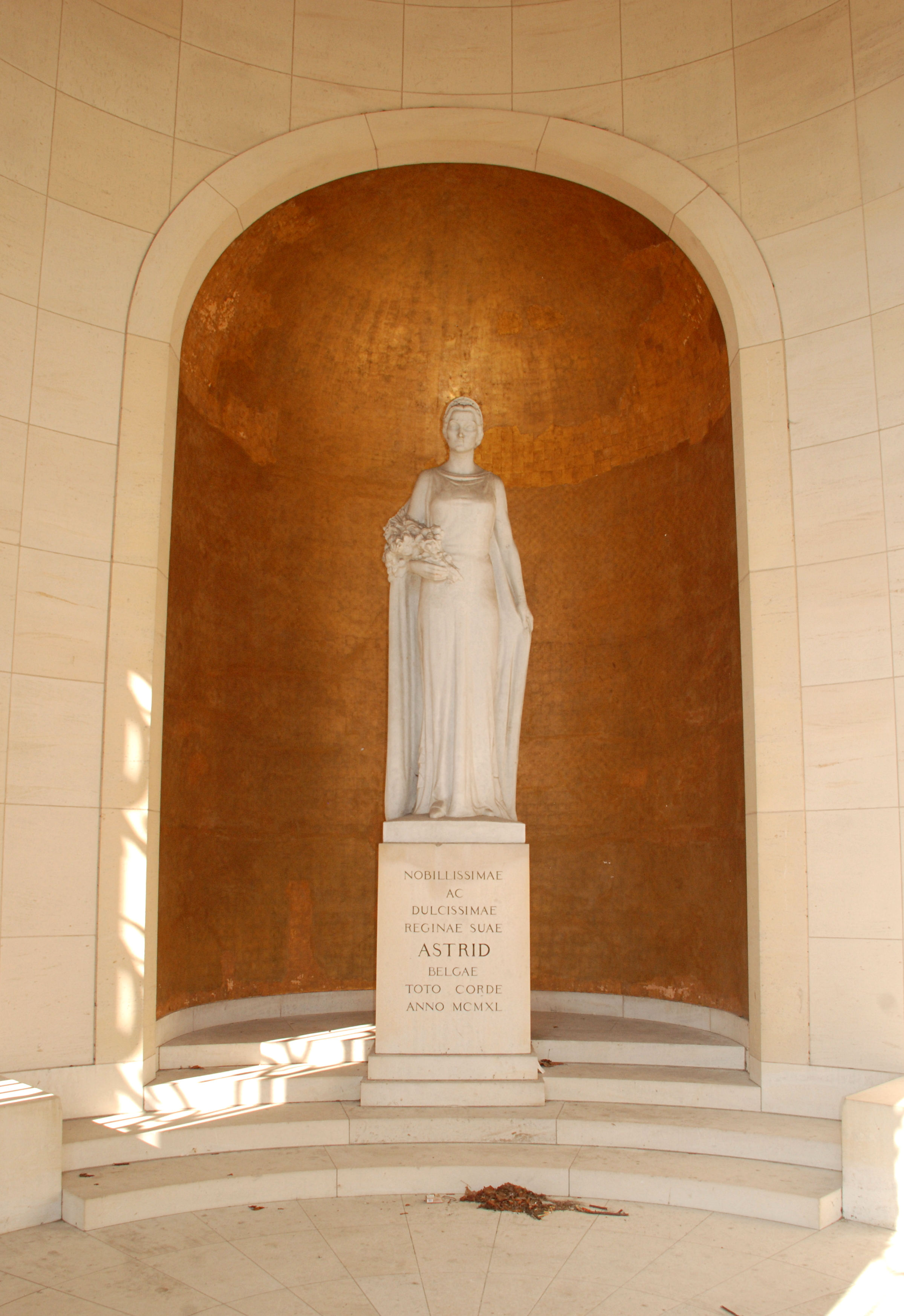
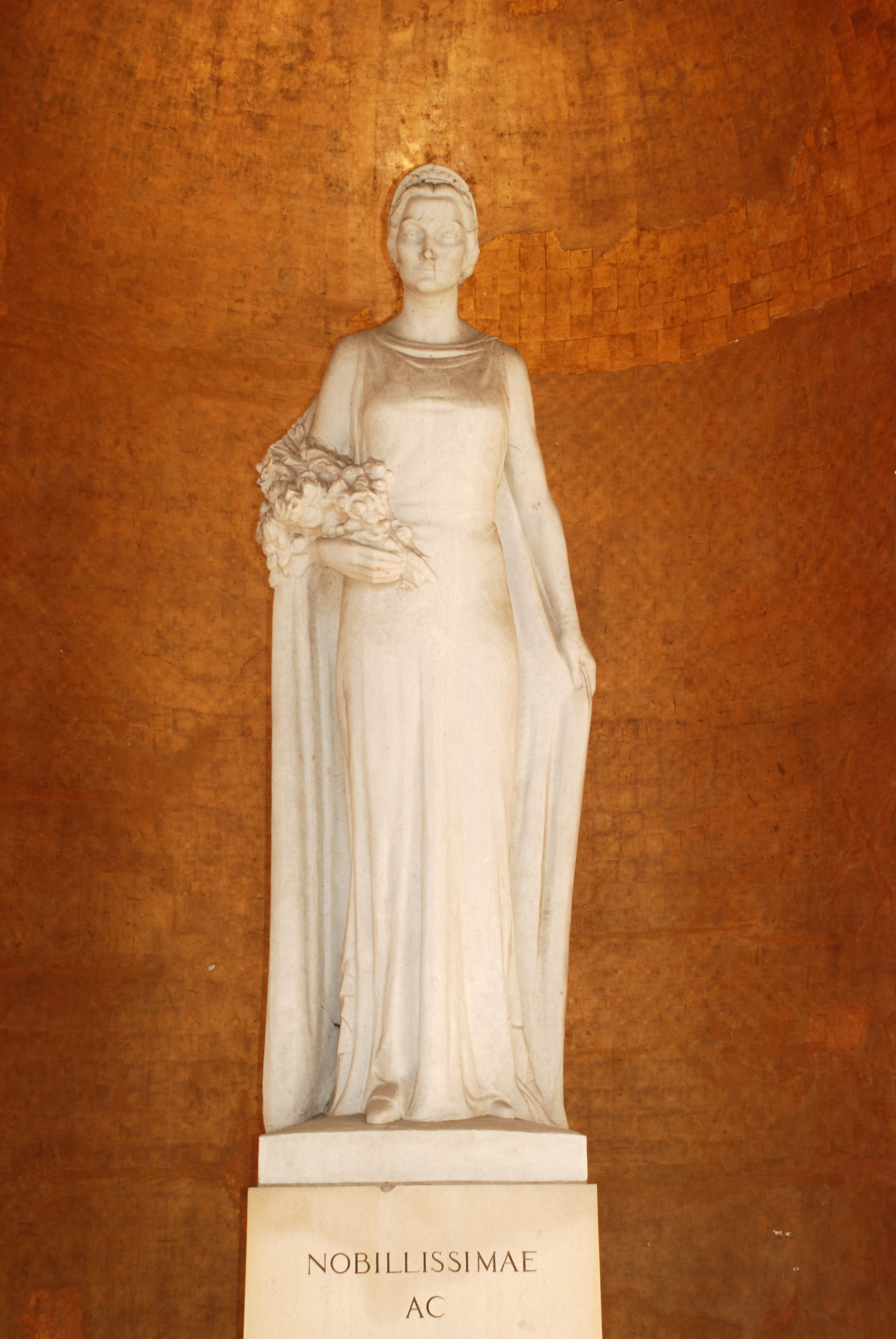